# Euchaita
Euchaita (in greco antico: Εὐχαΐτων?, Euchaítōn) o Eucaita è stata una città bizantina del Ponto, nella zona nordorientale dell'Asia Minore (moderna Turchia). Oggi su parte dei suoi resti sorge il villaggio turco di Beyözü (provincia di Çorum, distretto di Mecitözü).

## Storia
Euchaita, nota in epoca medioevale come centro del culto di san Teodoro di Amasea, divenne un importante luogo di pellegrinaggio dopo che i resti del santo vi furono trasferiti dalla vicina Amasea. Nel V secolo Euchaita era un luogo destinato all'esilio di ecclesiastici caduti in disgrazia. Nel 515 la città, non fortificata, fu saccheggiata dagli Unni. Poco dopo fu ricostruita, fortificata ed elevata al rango di città, come sede vescovile suffraganea di Amasea, da Anastasio I, imperatore bizantino dal 491 al 518. Attorno al VII secolo Euchaita divenne sede di un arcivescovato autocefalo e infine, sotto Leone VI il Saggio (imperatore dal 886 al 912), diventerà sede di metropolia.
La città fu incendiato dai Sassanidi nel 615, mentre  nel 640 fu assediata dagli arabi del califfo Mu'awiya. Un secondo assedio arabo portò all'espugnazione di Euchaita nel 663: la città fu saccheggiata e la chiesa di San Teodoro distrutta. Gli arabi svernarono in città mentre la popolazione si nascose in rifugi fortificati nella campagna circostante. Anche questa volta la città fu ricostruita. Nell'810, infine, gli arabi riuscirono vittoriosi in uno scontro nelle vicinanze di Euchaita nel corso del quale presero prigioniero lo stratego del thema Armeniakon e si impossessarono di tutto il tesoro. 
La vicende su Euchaita diventano progressivamente meno conosciute, segno di una decadenza attribuibile, oltre che agli eventi bellici, al mutato ruolo delle città in epoca bizantina. Ancora a metà dell'XI secolo, tuttavia, si ha notizia di una fiera durante la festa di San Teodoro. Giovanni Mauropo, nominato metropolita di Euchaita attorno all'anno 1050, in molte lettere indirizzate al suo allievo e amico Michele Psello si lamenta di questo "onorevole esilio" e chiede a Psello di sollecitare l'imperatore per permettergli di ritornare a Costantinopoli. La storia successiva di Euchaita è tuttavia sconosciuta.
Dai primi anni del XXI secolo, la città è al centro di un progetto interdisciplinare archeologico (il «Progetto Archeologico Avkat»), sotto la direzione di John F. Haldon della Princeton University.